# Adrian Molin
Adrian Leopold Molin, född 5 mars 1880 i Varberg, död 10 augusti 1942 i Lidingö, var en svensk sociolog och politiker. 

## Biografi
Adrian Molin blev student 1899 i Göteborg, vid vars högskola han 1906 promoverades till filosofie doktor på avhandlingen Geijerstudier. Redan dessförinnan hade han gjort sig känd som intresserad socialpolitiker genom Svenska spörsmål och kraf (1905; andra upplagan 1906) och grundade 1907 tidskriften "Det nya Sverige", vari han själv flitigt medarbetade. Det nya Sverige blev ett organ för den så kallade unghögern.  
År 1907 tog Molin tillsammans med expeditionschefen Karl Axel Fryxell initiativet till Nationalföreningen mot emigrationen, i vilken han, alltsedan den bildades, var sekreterare och ombudsman. Han även redaktör för föreningens tidskrift, från 1909 kallad Hem i Sverige. 1910 företog han med statsanslag en resa i Förenta Staterna och Kanada för att studera de utvandrade svenskarnas levnadsförhållanden, som han skildrade i Hur svensk-amerikanerna bo (1912). Han var från 1913 verkställande direktör i AB Svensk jordförmedling, som var en samlande kraft för många lokala egnahemsbolag och syftade till att dels hjälpa svenskar att bygga egna villor (att kolonisera landsbygden), dels att hjälpa svenskamerikaner som ville återvända hem.
Molin kallades 1911 till ledamot av egnahemskommittén och 1912 till ledamot av bostadskommissionen. Han publicerade också skrifterna Svensk egnahemspolitik, några synpunkter och förslag (1909) och Vanhäfd (två upplagor 1911), inlägg i emigrationsfrågan. 

Molin gav uttryck för en uttalad Tysklandsvänlighet under första världskriget bland annat som en av författarna till den omdebatterade Aktivistboken. Hans fortsatt tyskvänliga personliga politiska utveckling under 1920- och 1930-talet har givit honom ett mindre gott eftermäle.[källa behövs] Famöst är i sammanhanget hans föredrag inför studentföreningen Heimdal i Uppsala i november 1934, vilket senare återgavs i Svenska Dagbladet, där han bland annat jämställde sina ultrakonservativa och antidemokratiska ideal med den  nazistiska diktaturen:
| ” | Mot en demokrati som just ingenting annat är än en illusion, ställes den konservativa samhällsuppfattningen, den organiska, varför icke säga rent ut den medeltida: individen har såsom sådan och i klump som massa ingen rätt i staten, han har det genom sin gärning i livet, genom denna gärnings valör, och genom den plats den sålunda ger honom i samhällsorganismen. Härmed faller den allmänna rösträttens princip - /.../ diktaturen är alltså ingenting att käbbla om. | „ |

Adrian Molin skall dock aldrig aktivt ha organiserat sig i någon nazistisk rörelse. Han är begravd på Lidingö kyrkogård.

### Fotnoter
1. 1 2  Adrian L Molin, Svenskt biografiskt lexikon, Svenskt Biografiskt Lexikon-ID: 9421.[källa från Wikidata]
2. ↑  Sveriges Dödbok 1901–2009, DVD-ROM, Version 5.00, Sveriges Släktforskarförbund (2010).
3. ↑  ”Adrian L Molin - Svenskt Biografiskt Lexikon”. sok.riksarkivet.se. https://sok.riksarkivet.se/sbl/Presentation.aspx?id=9421. Läst 7 februari 2023.